# 觸動舞台
觸動舞台（Touch Theatre），原為香港青少年愛滋教育協會屬下一個義工小組，於2002年由程翠雲女士成立，現已獨立為一個註冊藝術社團。團員均希望透過戲劇表達對社會之關懷。觸動舞台常舉辦不同種類之藝術訓練工作坊，又常與不同機構合作，表演內容多圍繞愛滋病、生死情愛、家庭個人及其他種種和生命及社會有關之課題。至今《觸動匯演》已舉辦了四屆，已公演了12齣創作劇。

## 藝術總監
- 程翠雲女士[1]

## 顧問
- 杜國威：舞台劇編劇家，2005年香港大學名譽院士。1999年獲香港政府頒發「銅紫荊星章」。
- 古天農：舞台劇導演，於1993年起出任中英劇團藝術總監。
- 盧偉力：戲劇藝術及影視文化工作者，任教於香港浸會大學傳理學院，香港電台《講東講西》節目主持人。
- 何偉龍：舞台劇演員、導演。
- 張秉權：香港演藝學院人文學科系主任。
- 莫昭如：社區文化發展中心總幹事及亞洲民眾戲劇節協會主席。

## 演出紀錄
觸動舞台不但於舞台和學校傳達關懷社會的正面訊息，更多次演出街頭劇，甚至走進櫥窗，藉以生命影響途人的生命。
| 日期                  | 活動                                                              | 劇目                                                                         | 場數 | 地點                            | 監製          | 編劇                                         | 導演                        | 人數 |
| 21/8-24/8/2014        | 美麗小姑娘5-唔愛不知愁滋味                                        | 婚禮幻想曲 第一場 第二場                                                     | 5    | 荃灣大會堂文娛廳                | 程翠雲 陳銳澤 |                                              | 許樹寧                      | 29   |
| 4/5/2014              | 五月份 觸動一人一故事劇場                                         | 「真心話」微電影創作大賽                                                     | 1    | Mr.X                            |               |                                              |                             |      |
| 1/12/2013             | 第18屆愛之Band一Band暨世界愛滋病日燭光晚會 '13                    | 好做唔做 V.8                                                                 | 1    | 尖沙咀星光大道                  | 程翠雲        | 郭鈞泰 集體創作                              | 郭鈞泰                      | 18   |
| 30/08-1/09/2013       |                                                                   | 海闊天空音樂劇                                                               | 5    | 香港文化中心劇場                | 程翠雲        | 陳正君                                       | 陳正君                      | 180  |
| 9/04/2013             |                                                                   | 《愛●情●故事》                                                               | 1    | 香港中文大學善衡書院何善衡館    | 程翠雲        | 程翠雲 集體創作                              | 程翠雲                      | 14   |
| 1/12/2012             | 第17屆愛之Band一Band暨世界愛滋病日燭光晚會 '12                    | 滋訊世界                                                                     | 1    | 尖沙咀星光大道                  | 程翠雲        | 古家揚                                       | 陳詩毅                      | 22   |
| 14-16/09/2012         | 觸動匯演'12                                                       | From Alpha to Omega 完薯                                                     | 5    | 青年廣場Y劇場                   | 程翠雲        | 古家揚 唐藝婷 梁偉婷                         | 毛顥威 唐藝婷 梁偉婷        | 90   |
| 10-11/03/2012         | 第五屆香港性文化節 2012                                           | 婚禮幻想曲 第一場 第二場                                                     | 2    | 兆基創意書院                    |               |                                              | 意念：吳敏倫                |      |
| 25/12/2011            | 團劇團 歌舞人生 2011 學員結業禮                                   | 誰是主角 第一場 第二場                                                       | 1    | 牛池灣文娛中心劇院              |               | 梁偉婷                                       | 梁偉婷                      |      |
| 27/11/2011            | 全球同抗愛滋病運動 '11─ 愛之Band一Band暨 世界愛滋病日燭光晚會 '11 |                                                                              | 1    | 尖沙咀星光大道                  |               |                                              |                             |      |
| 30/10/2011            | 忠奸道之 “You are The One” 奮興培靈大會                           |                                                                              | 1    | 基督教國際音樂學校              |               | 梁偉婷                                       | 梁偉婷                      |      |
| 19-20/08/2011         |                                                                   | 我們都是這樣長大的                                                           | 3    | 牛池灣文娛中心劇院 工展會表演台 | 程翠雲        | 賴聲川                                       | 陳正君                      | 70   |
| 28/11/2010            | 第14屆愛之Band一Band暨 世界愛滋病日燭光晚會 '10                   | 可以點做                                                                     | 1    | 尖沙咀星光大道                  | 程翠雲        | 程翠雲 集體創作                              | 程翠雲 蘇瑞琨               | 18   |
| 22/07/2010            | 香港中文大學社會工作系 家庭治療個案 家庭角色扮演                  |                                                                              | 1    | 香港中文大學 聯合書院 鄭楝材樓  |               |                                              | 程翠雲                      | 5    |
| 19/12/2009            | 紫荊花常開 - 成長路上真我 "秀"                                    | 愛生事家庭                                                                   | 1    | 維多利亞公園 工展會表演台       | 程翠雲        | 意念：程翠雲、集體創作                       | 程翠雲                      |      |
| 29/11/2009            | 愛之Band一Band暨 世界愛滋病日燭光晚會 '09                         | 如果我是...                                                                  | 1    | 尖沙咀星光大道                  | 張建晶        | 古家揚 集體創作                              | 古家揚                      | 80   |
| 21-23/08/2009         | 第4屆觸動滙演                                                     | 《囚徒》 《大風吹》 《打邊爐外傳之大富翁之芝士孖腸環遊世界尋找打邊爐同伴篇》 | 5    | 牛池灣文娛中心劇院              | 古家揚        | 蕭新泉 原著 鍾凱婷 改編 劉淑儀 劉楚怡/唐藝婷 | 鐘凱婷 程耀邦 劉楚怡/唐藝婷 |      |
| 27/03/2009            | Say Yes To Safe Sex                                               | 非套不可                                                                     | 1    | 銅鑼灣 (怡和街香港大廈旁)       | 郭雅雯        | 程翠雲 集體創作                              | 程翠雲                      | 9    |
| 30/11/2008            | 好做唔做 V.7                                                      | 全球同抗愛滋病運動 '08─ 愛之Band一Band暨 世界愛滋病日燭光晚會 '08            | 1    | 尖沙咀星光大道                  | 郭雅雯        | 程翠雲 集體創作                              | 古家揚                      | 16   |
| 23/11/2008            | 全球同抗愛滋病運動 '08─ 愛滋教育在家庭 '08                        | 好做唔做 V.7                                                                 | 1    | 屯門仁愛廣場                    | 郭雅雯        | 程翠雲 集體創作                              | 古家揚                      | 16   |
| 3-4/10/2008           | 觸動匯演'08                                                       | 《死神遊記》 《快樂草》 《一個BB的誕生》                                     | 3    | 荃灣大會堂文娛廳                | 楊家健        | 毛顯威 盧秉恒 鐘凱婷                         | 毛顯威 羅慧敏 鐘凱婷        | 77   |
| 10/11/2007            | 全球同抗愛滋病運動'07─ 愛滋教育在家庭'07                          | 好做唔做 V.6                                                                 | 2    | 沙田公園露天劇場 尖沙咀星光大道 | 毛顯威        | 程翠雲 集體創作                              | 古家揚                      | 26   |
| 15/10-2/11/2007       | 人之初‧性什麼?                                                    | 性教育短劇                                                                   | 15   | 亞洲電視本港台                  |               | 程翠雲 集體創作                              | 程翠雲                      | 23   |
| 17-18/8/2007          | 觸動匯演'07                                                       | 《連環》 《想》 《打邊爐》                                                   | 3    | 中環藝穗會小劇場                | 柯偉疇        | 張淑瑜 唐藝婷/劉楚怡                         | 古家揚 張淑瑜 唐藝婷/劉楚怡 | 42   |
| 16/6/2007             | 「給爸爸的情書」                                                  | 嗌你爸爸                                                                     | 1    | 北角顯理中學                    | 郭雅雯        | 程翠雲 毛顯威 集體創作                       | 毛顯威 古家揚               | 20   |
| 26/11/2006& 1/12/2006 | 全球同抗愛滋病運動'06─ 愛之燭光晚會'06                            | 藥到病"隨"                                                                   | 1    | 尖沙咀星光大道                  | 張建晶        | 毛顯威                                       | 戴俊笙                      | 30   |
| 13/8/2006             | 十大愛之行星頒獎禮'06暨 慈善籌款晚會                              | 好做唔做V.5                                                                  | 1    | 九龍灣國際展貿中心 Hall B       | 張建晶        | 程翠雲+ 集體創作                             | 毛顯威 古家揚               | 36   |
| 14-15/7/2006          | 觸動匯演'06                                                       | 《好話唔好聽》 《我為薯狂》                                                  | 3    | 中環藝穗會劇院                  | 蔡文偉        | 毛顯威 古家揚                                | 毛顯威 程翠雲               | 46   |

## 資源由來
觸動舞台獲「青少年愛滋教育協會」、各贊助商及公眾歷年來捐獻善款，得以持續經營。此外，有不少本地劇團借出道具及商戶亦借出場地作排練之用。當然，還有所有團員以義務性質參與演出及製作，劇目才得以展現於觀眾眼前。

## 外部連結
- 觸動舞台網頁 （页面存档备份，存于）
- 觸動舞台Facebook Page
- 觸動舞台facebook群組
- 演出花絮 （页面存档备份，存于）
- 傳媒報導 （页面存档备份，存于）